# Кемеровский областной комитет КПСС
Кемеровский областной комитет КПСС — руководящий партийный орган областной организации Коммунистической партии Советского Союза, существовавший в Кемеровской области с 1943 по 1991 год. Являлся высшим органом  областной организации КПСС между областными конференциями КПСС. Образован вместе с областью на части территорий Новосибирской области и Алтайского края. Располагался в областном центре – городе Кемерово, по адресу: Советский проспект, дом 62.
Комитет избирался областными конференциями КПСС. Занимался реализацией решений областных конференций, организацией и утверждением районных партийных организаций Кемеровской области, выполнением решений ЦК партии. Подчинялся (до 1990 года) Центральному комитету КПСС ( с 1990 – ЦК коммунистической партии РСФСР).
Для повседневного руководства работой областной партийной организации обком избирал бюро, а для рассмотрения текущих вопросов и проверки их исполнения создавал секретариат. На пленумах комитетов утверждались также председатели партийных комиссий, заведующие отделами этих комитетов, редакторы партийных газет и журналов. Для рассмотрения текущих вопросов и проверки их исполнения создавался секретариат. Пленум областного комитета созывался не реже одного раза в четыре месяца.
Высшим должностным лицом областной организации КПСС являлся первый секретарь, избиравшийся на пленуме областного комитета КПСС по предложению секретариата Центрального Комитета КПСС. Кандидатуры второго (как правило, отвечал за организационные вопросы) и третьего секретарей (как правило, отвечал за идеологические вопросы) согласовывались также с секретариатом ЦК КПСС.
Обком КПСС отвечал за проведение политики партии в области, вёл политическую и организаторскую работу по выполнению всеми государственными и общественными организациями директив и решений партии, указаний её Центрального комитета, проводил идеологическую работу, руководил работой Советов депутатов трудящихся, профсоюзов, комсомола и других организаций, а также средств массовой информации через работающих в них коммунистов, решал социально-экономические задачи, контролировал деятельность учреждений науки, культуры, образования, занимался подбором и расстановкой руководящих кадров, организацией учреждений партии в пределах области.

## История
Указом президиума Верховного Совета СССР была образована Кемеровская область на базе части районов Новосибирской области. Образован Кемеровский обком ВКП(б).
В 1952 году Кемеровский областной комитет ВКП(б) переименован в Кемеровский областной комитет КПСС.
В 1963–1964 годах был разделён на Кемеровский промышленный и Кемеровский сельский обкомы партии.
23 августа 1991 года деятельность КПСС на территории РСФСР приостановлена, а 6 ноября того же года запрещена.

## Первые секретари
Сроки работы, Ф.И.О, партстаж , даты жизни
- 25.1.1943 - 25.4.1946 Задионченко, Семён Борисович (Зайончик Шимон Борухович); 1919, 1898-1972
- 25.4.1946 - 24.3.1951 Колышев, Евгений Фёдорович (1927, 1909-1952)
- 24.3.1951 - 21.8.1952 Мокрушин, Василий Михайлович (1927, 1905-1994)
- 21.8.1952 - 22.12.1955 Гусев, Михаил Ильич (1939, 1903-1979)
- 22.12.1955 - 12.2.1960 Пилипец, Степан Маркович (1932, 1913-1989)
- 12.2.1960 - 1.1963 Лубенников, Леонид Игнатьевич (1939, 1910-1988)
- 1.1963 - 12.1964 Кемеровские промышленный и сельских областные комитеты КПСС
  - промышленный : Ештокин, Афанасий Фёдорович (1943, 1913-1974)
  - сельский: Лубенников, Леонид Игнатьевич (1939, 1910-1988)
- 23.12.1964 - 19.8.1974 Ештокин, Афанасий Фёдорович (1943, 1913-1974)
- 19.8 - 24.9.1974 вакансия, и. о. 2-й секретарь Кемеровского областного комитета КПСС
- 24.9.1974 - 12.4.1985 Горшков, Леонид Александрович (1952, 1930-1994)
- 12.4.1985 - 28.3.1987 Ермаков, Николай Спиридонович (1961, 1927-1987)
- 28.3 - 7.5.1987 вакансия, и. о. 2-й секретарь Кемеровского областного комитета КПСС
- 7.5.1987 - 17.11.1988 Бакатин, Вадим Викторович (1964, 1937-)
- 17.11.1988 - 22.9.1990 Мельников, Александр Григорьевич (1957, 1930-2011)
- 22.9.1990 - 23.8.1991 Зайцев, Анатолий Максимович (1971, 1942-)

## Вторые секретари
Сроки работы, Ф.И.О, партстаж , даты жизни
- 2.2 - 21.9.1943 Горобец, Иван Григорьевич (1931, 1909-)
- 21.9.1943 - 28.8.1944 Аристов, Аверкий Борисович (1921, 1903-1973)
- 28.8.1944 - 2.2.1945 Стугарев, Андрей Савельевич (1930, 1907-1979)
- 2.2.194515 - 19.1.1947 Ужев, Павел Фёдорович (1927, 1906-)
- 19.1.1947 - 7.10.1947 Прасс, Филипп Михайлович (1928, 1909-1965)
- 7.10.1947 - 25.10.1950 Гусев, Михаил Ильич (1939, 1903-1979)
- 25.10.1950 - 14.6.1955 Шаповалов, Владимир Семёнович (1941, 1913-1999)
- 14.6 - 15.8.1955 вакансия
- 15.8.1955 - 12.2.1960 Разумов, Евгений Зотович (1942, 1919-2017)
- 12.2.1960 - 21.12.1962 Залужный, Владимир Иванович (1943, 1919-1995)
- 1.1963 - 12.1964- Кемеровские промышленный и сельских областные комитеты КПСС
  - промышленный - Евсеев, Василий Сергеевич-(1944, 1922-1995)
  - сельский - Карелин, Василий Григорьевич- (1944, 1919-1996)
- 23.12.1964 - 16.2.1968 Евсеев, Василий Сергеевич (1944, 1922-1995)
- 16.2.1968 - 24.9.1974 Горшков, Леонид Александрович (1952, 1930-1994)
- 24.9.1974 - 29.3.1977 Попов, Филипп Васильевич (1957, 1930-2007)
- 29.3.1977 - 13.4.1983 Ситников, Василий Иванович (1948, 1927-2016)
- 13.4.1983 - 3.8.1984 Ермаков, Николай Спиридонович (1961, 1927-1987)
- 3.8.1984 - 5.2.1987 Ананьин, Юрий Георгиевич (?, 1935-)
- 5.2.1987 - 2.6.1990 Лоскутов, Рудольф Сергеевич (1963, 1935-2013)